# Aguiar (Barcelos)
Aguiar is een plaats (freguesia) in de Portugese gemeente Barcelos en telt 574 inwoners (2001).